# Галфкрест (Алабама)
Галфкрест (англ. Gulfcrest) — переписна місцевість (CDP) в США, в окрузі Мобіл штату Алабама. Населення — 142 особи (2020).

## Географія
Галфкрест розташований за координатами 30°59′28″ пн. ш. 88°14′31″ зх. д. / 30.99111° пн. ш. 88.24194° зх. д. (30.991049, -88.241921).  За даними Бюро перепису населення США в 2010 році переписна місцевість мала площу 3,93 км², з яких 3,92 км² — суходіл та 0,01 км² — водойми.

## Демографія
Згідно з переписом 2010 року, у переписній місцевості мешкала 161 особа в 57 домогосподарствах у складі 47 родин. Густота населення становила 41 особа/км².  Було 62 помешкання (16/км²).
Расовий склад населення:
| - 88,2 % — білих - 5,6 % — корінних американців - 3,1 % — чорних або афроамериканців |

До двох чи більше рас належало 3,1 %. Частка іспаномовних становила 1,2 % від усіх жителів.
За віковим діапазоном населення розподілялося таким чином: 25,5 % — особи молодші 18 років, 61,5 % — особи у віці 18—64 років, 13,0 % — особи у віці 65 років та старші. Медіана віку мешканця становила 39,5 року. На 100 осіб жіночої статі у переписній місцевості припадало 109,1 чоловіків;  на 100 жінок у віці від 18 років та старших — 118,2 чоловіків також старших 18 років.
Середній дохід на одне домашнє господарство  становив 66 212 долари США (медіана — 68 462), а середній дохід на одну сім'ю — 66 212 долари (медіана — 68 462). 
Цивільне працевлаштоване населення становило 80 осіб. Основні галузі зайнятості: науковці, спеціалісти, менеджери — 32,5 %, виробництво — 32,5 %, будівництво — 20,0 %, транспорт — 15,0 %.